# Lavatorium

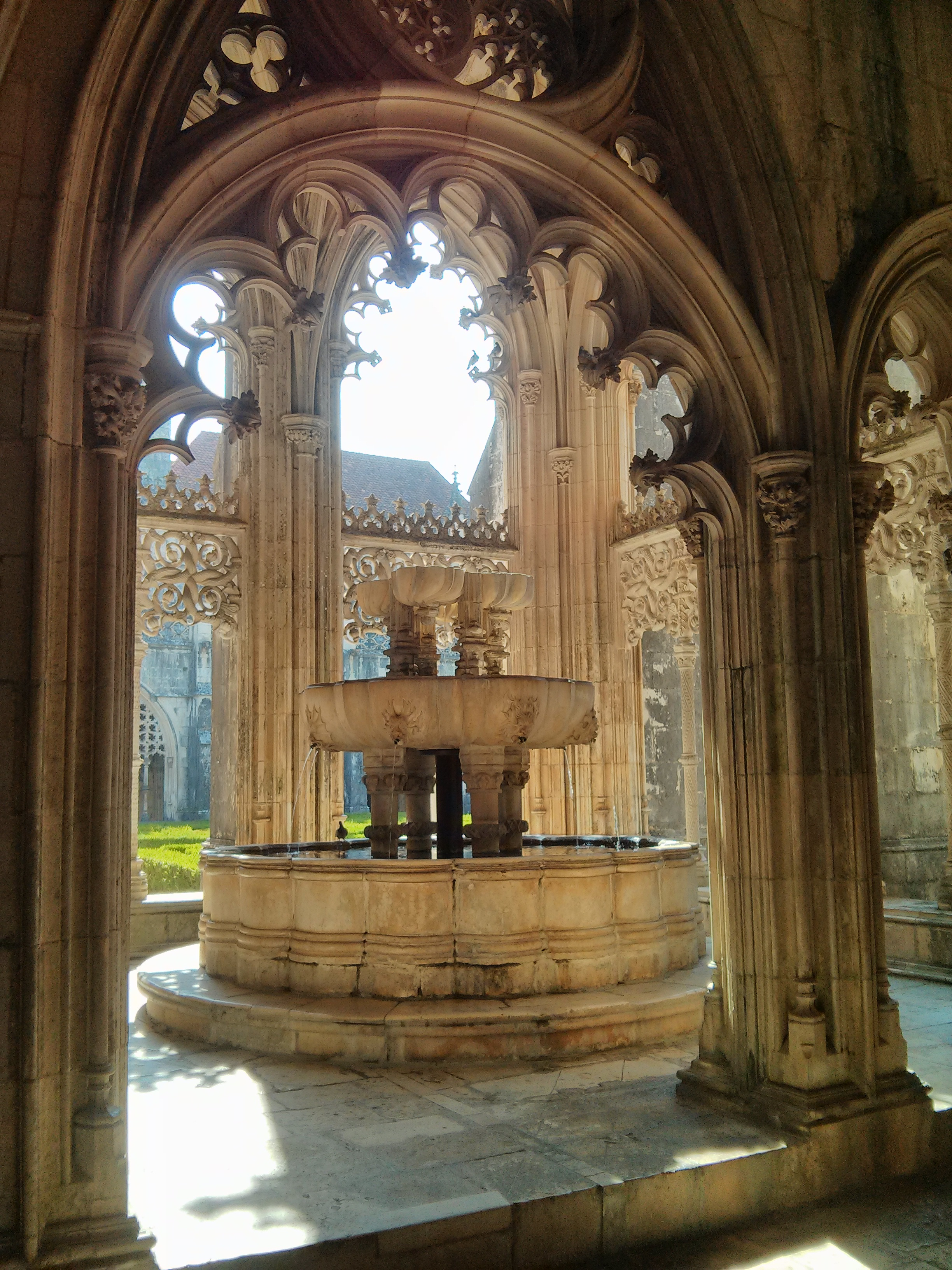
Bohatě zdobené lavatorium kláštera Batalha (Portugalsko)

Lavatorium je označení pro umývárnu v křesťanském klášteře, která slouží mnichům k mytí rukou před společným jídlem.
Bývá umístěna u klášterní jídelny – refektáře. Ve středověkých klášterech bývalo lavatorium umístěno v jižní části rajského dvora, připojené ke křížové chodbě proti vchodu do refektáře. Mívalo podobu čtvercové stavby arkádami otevřené do rajského dvora, v jejímž středu bylo umyvadlo – lavabo, které mohlo mít podobu fontány. Jiným typem je například podélné lavatorium s kamenným žlabem s policí na ručníky zachované v klášteře při katedrále v Gloucesteru.